# Вулиця Дмитра Яворницького (Рівне)
Ву́лиця Дмитра Яворницького — одна з вулиць міста Рівне. Названа на честь українського історика, археолога та етнографа Дмитра Яворницького.
Вулиця розпочинається у приватному секторі біля вулиці Софії Ковалевської і пролягає на захід. В місці перетину з вулицею Ясною вулиця Яворницького повертає на північний захід. Після перетину з вулицею Петра Могили пролягає пішохідною частиною скверу попід будівлею Півні́чно-за́хідного апеляці́йного господа́рського суду  і продовжується знову у вигляді проїжджої вулиці від вулиці Коперника і до вулиці Дубенської.